# Youssef Mehri
Pour les articles homonymes, voir Mehri.
Youssef Mehri (en arabe : يوسف ميهري), né le 7 septembre 1999 à Marrakech (Maroc), est un footballeur marocain qui joue au poste d'attaquant de la RS Berkane.

## Biographie

### En club
Youssef Mehri naît à Marrakech et commence le football dans sa ville natale au sein du Kawkab de Marrakech. En 2019, il fait ses débuts professionnels en D2 marocaine.
Le 21 janvier 2022, il s'engage pour deux saisons au Hassania Union Sport d'Agadir pour un montant de 67.000 euros. Le 12 février, il dispute son premier match en étant titularisé face au DH El Jadida (match nul, 0-0). Onze jours plus tard, il inscrit son premier but contre le Wydad AC grâce à une passe décisive de Hamza Afsal (victoire, 0-2). En fin de saison, le 25 juin, il inscrit deux penaltys contre le Raja Club Athletic (défaite, 2-3),.
Le 28 juillet 2023, il signe à la RS Berkane sous la houlette d'Amine El Karma. Le 27 août, il dispute son premier match en entrant en jeu à la 69e minute à la place de Youssef Zghoudi contre le MC Oujda (victoire, 2-0). Le 20 septembre, il reçoit sa première titularisation, inscrit son premier but et premier son premier doublé contre l'US Touarga (victoire, 1-3),. En compétition africaine, il termine vice-champion de la Coupe de la confédération après une finale perdue contre le Zamalek SC,.

### Carrière internationale
En décembre 2022, il est convoqué par le sélectionneur Houcine Ammouta pour prendre part aux préparations du CHAN 2023 en Algérie. Lors d'un match amical de préparation contre le Sénégal A', il est l'unique buteur et offre la victoire à son équipe grâce à un but inscrit à la 38e minute,. Youssef Mehri n'est finalement pas repris dans la liste définitive.

## Palmarès

### En club
RS Berkane
- Coupe de la confédération :
  - Vice-champion : 2024.